# راسلمينيا 3
راسلمينيا 3 هو المهرجان الثالث من مهرجانات راسلمينيا التابعه لاتحاد الدبليو دبليو أي عرض في 29 مارس 1987 في مدينة بونتياك، ميشيغان وكان مهرجان تاريخي تواجهه فيه الاسطورتان اندرية العملاق وهولك هوجان.

## المباريات والنتائج
| رقم المباراة | المباراة                                                                               | شرط المباراة                                        |
| ------------ | -------------------------------------------------------------------------------------- | --------------------------------------------------- |
| 1            | ريك مارتيل وتوم زينك يهزمان دون موراكو وبوب اورتن                                      | مباراة زوجية                                        |
| 2            | بيلي جاك هينز ضد هيركليز                                                               | مباراة فردية انتهت بالاقصاء                         |
| 3            | ريموند كيسلر وهيلبلي جيم وليتل بيفر يهزمون كينغ كونغ بوندي وليتل طوكيو ولورد ليتل بروك | مباراة سداسية                                       |
| 4            | هارلي ريس يهزم جانك ياردوج                                                             | مباراة فردية                                        |
| 5            | بروتوس بيفكيك وغريغ فالنتين يهزمان جاكوس روجيو وريموند روجيو                           | مباراة زوجية                                        |
| 6            | رودي بايبر يهزم أدريان أدونيس                                                          | مباراة الخاسر يحلق شعره                             |
| 7            | داني دايفس وجيم نيدهارت وبريت هارت يهزمون ديفي بوي سميث وديناميت كيد وتيتو سانتانا     | مبارة سداسية                                        |
| 8            | بوتش ريد يهزم كوكو بي وير                                                              | مباراة فردية                                        |
| 9            | ريكي ستيبوت يهزم راندي سافاج                                                           | مباراة علي بطولة دبليو دبليو اف للقارت للوزن الثقيل |
| 10           | ذا هونكي تونكي مان يهزم جيك ذا سنيك روبرتس                                             | مباراة فردية                                        |
| 11           | ذا آيرون شيك ونيكولاي فولكوف يهزمان بريان بلير وجيم برونزيل                            | مباراة زوجية                                        |
| 12           | هالك هوجان يهزم أندريه العملاق                                                         | مباراة علي بطولة دبليو دبليو اف للوزن الثقيل        |

## روابط خارجية
- راسلمينيا 3 على موقع IMDb (الإنجليزية)
- راسلمينيا 3 على موقع قاعدة بيانات الفيلم (الإنجليزية)
- راسلمينيا 3 على موقع كينوبويسك (الروسية)

- The Official Website of WrestleMania III
- WrestleMania III Facts/Stats